# Tachibanakan To Rai Anguru
Tachibanakan To Rai Anguru (яп. 立花館To Lieあんぐる) — манга merryhachi, публикующаяся в журнале Comic Yuri Hime с 2014 по 2020 год. Был объявлен анонс аниме-адаптации, выход которой стартовал весной 2018 года.

## Сюжет
Ханаби Нацуно возвращается в родной город спустя несколько лет после переезда, чтобы поступить в старшую школу. Однако шестерёнки судьбы для Ханаби складываются иначе, когда она встречает свою подругу детства, а также загадочную девушку, которая является кумиром для всей школы. Ханаби предстоит пройти нелёгкий путь, где она должна наладить отношения с двумя девушками и в конце сделать выбор, кто из них станет её спутницей по жизни.

## Персонажи
Ханаби Нацуно (яп. 夏乃 はなび Нацуно Ханаби) — главная героиня истории.
Сэйю: Минами Цуда
Кономи Фудзивара (яп. 藤原 このみ Фудзивара Кономи) — подруга детства Ханаби.
Сэйю: Амиса Сакураги
Иори Такамура (яп. 篁 いおり Такамура Иори) — девушка, с которой встречается Ханаби в первый день переезда в академию Татибана.
Сэйю: Ариса Накада
Юрико Фудзивара (яп. 藤原 依子 Фудзивара Юрико) — старшая сестра Кономи.
Сэйю: Рэи Мацудзаки
Ю Цукисиро (яп. 月城 優 Цукисиро Ю:)
Сэйю: Микако Комацу
Соноа Мицуи (яп. 三井 そのあ Мицуи Соноа)
Сэйю: Эри Китамура

## Медия

### Манга
Манга написана и проиллюстрирована merryhachi. Произведение начало издаваться в журнале Comic Yuri Hime от издательства Ichijinsha с январского выпуска 2015 года, поступившего в продажу 18 ноября 2014 года. Манга лицензирована в Северной Америке Digital Manga Publishing.
| № | Японская         | Японская               | Английская      | Английская             |
| № | Дата публикации  | ISBN                   | Дата публикации | ISBN                   |
| - | ---------------- | ---------------------- | --------------- | ---------------------- |
| 1 | 18 июня, 2015    | ISBN 978-4-7580-7435-3 | 11 января, 2017 | ISBN 978-1-62459-284-3 |
| 2 | 18 января, 2016  | ISBN 978-4-7580-7515-2 | —               |                        |
| 3 | 16 июля, 2016    | ISBN 978-4-7580-7569-5 | —               |                        |
| 4 | 18 апреля, 2017  | ISBN 978-4-7580-7660-9 | —               |                        |
| 5 | 18 декабря, 2017 | ISBN 978-4-7580-7750-7 | —               |                        |
| 6 | 18 апреля, 2018  | ISBN 978-4-7580-7802-3 | —               |                        |
| 7 | 18 июля, 2018    | ISBN 978-4-7580-7835-1 | —               |                        |
| 8 | 16 мая, 2019     | ISBN 978-4-7580-7936-5 | —               |                        |
| 9 | 30 июня, 2020    | ISBN 978-4-7580-2130-2 | —               |                        |

### Аниме

#### Список серий
| №  | Название                                                                              | Дата выхода         |
| -- | ------------------------------------------------------------------------------------- | ------------------- |
| 1  | Новая жизнь! «Син сэйкацу!» (新生活!)                                                 | 4 апреля 2018 года  |
| 2  | Секретное место «Химицу но басё» (秘密の場所)                                         | 11 апреля 2018 года |
| 3  | Шпионим и спим вместе «Бико: то Соинэ» (尾行と添い寝)                                 | 18 апреля 2018 года |
| 4  | Испытания и туалеты «Дзюнан то Тоирэ» (受難とトイレ)                                  | 25 апреля 2018 года |
| 5  | Летняя одежда и шкафчики «Нацуфуку то Осирэ» (夏服と押入れ)                           | 2 мая 2018 года     |
| 6  | Приветственная вечеринка и водяная пушка «Kangeikai to Mizudeppō» (歓迎会と水鉄砲)    | 9 мая 2018          |
| 7  | Метеоритный дождь и ведро «Ryūseigun to Baketsu» (流星群とバケツ)                     | 16 мая 2018 года    |
| 8  | Рыба и поцелуй «Kisu to Kisu» (鱚とキス)                                              | 23 мая 2018 года    |
| 9  | Холод и воспоминания «Kaze to Omoide» (風邪と思い出)                                  | 30 мая, 2018 года   |
| 10 | Горячие источники и пинг-понг «Onsen de Takkyū» (温泉で卓球)                          | 6 июня, 2018 года   |
| 11 | Летний фестиваль «Natsu Matsuri» (夏祭り)                                             | 13 июня 2018 года   |
| 12 | Здесь, в Татибанакане «Kono Basho de, Ano Tachibanakan de» (この場所で、あの立花館で) | 20 июня 2018 года   |

### Комментарии
1. ↑  All English titles are taken from Crunchyroll.
2. ↑  Tokyo MX listed the broadcast times as Tuesday nights at 25:00, meaning the first broadcast technically occurred on Wednesday at 1:00 am JST. Dates are adjusted to reflect the actual calendar date of the broadcast.